# Greatest Hits (Bon Jovi)
Greatest Hits è la seconda raccolta ufficiale della rock band statunitense Bon Jovi, pubblicata nel 2010.

## Il disco
L'album è stato pubblicato in due differenti versioni: la versione tradizionale, intitolata semplicemente Greatest Hits, contiene 16 tracce di cui 2 inediti: No Apologies ed il singolo di lancio What Do You Got?, in rotazione radiofonica a partire dal mese di agosto 2010 e in vendita a partire dal 21 settembre presso gli store digitali.
L'edizione Greatest Hits - The Ultimate Collection è invece un doppio cd contenente un totale di 30 brani, tra i quali figurano altri due inediti in aggiunta a quelli precedentemente menzionati: The More Things Change e This is Love, This is Life.
Inoltre, per coloro che hanno preordinato l'album tramite il sito ufficiale della band, è stata resa disponibile in formato MP3 una quinta canzone inedita, intitolata This Our House.
La pubblicazione del secondo best of della band era stata inizialmente prevista per l'autunno 2009, ma fu posticipata perché Jon Bon Jovi e Richie Sambora si resero conto di avere una quantità di materiale sufficiente per un disco di inediti, The Circle. Il greatest hits è così arrivato nel mezzo del The Circle Tour. La lavorazione dei brani What Do You Got?, This Is Love, This Is Life e This Is Our House ha avuto inizio durante le sessioni di registrazione del precedente lavoro di inediti del gruppo, ma è stata portata a termine solo in un secondo momento. I due restanti inediti sono invece stati concepiti proprio per la realizzazione della raccolta.
Il lancio della raccolta è avvenuto anche tramite Facebook: la band ha infatti reso disponibile l'acquisto dell'album all'interno di alcuni videogiochi del noto social network. Inoltre i brani del disco sono stati inseriti nel repertorio di canzoni del gioco Rock Band 3.

## Tracce

### Versione internazionale
Rispetto alla versione pubblicata in Europa e in Australia, l'edizione giapponese ha un diverso ordine e contiene come bonus track Tokyo Road nel CD 1.

#### CD 1
1. Livin' on a Prayer – 4:10 (Jon Bon Jovi, Richie Sambora, Desmond Child) – tratto da Slippery When Wet
2. You Give Love a Bad Name – 3:43 (Bon Jovi, Sambora, Child) – tratto da Slippery When Wet
3. It's My Life – 3:44 (Bon Jovi, Sambora, Max Martin) – tratto da Crush
4. Have a Nice Day – 3:48 (Bon Jovi, Sambora, John Shanks) – tratto da Have a Nice Day
5. Wanted Dead or Alive – 5:08 (Bon Jovi, Sambora) – tratto da Slippery When Wet
6. Bad Medicine – 5:16 (Bon Jovi, Sambora, Child) – tratto da New Jersey
7. We Weren't Born to Follow – 4:03 (Bon Jovi, Sambora) – tratto da The Circle
8. I'll Be There for You – 5:46 (Bon Jovi, Sambora) – tratto da New Jersey
9. Born to Be My Baby – 4:40 (Bon Jovi, Sambora, Child) – tratto da New Jersey
10. Bed of Roses – 6:35 (Bon Jovi) – tratto da Keep the Faith
11. Who Says You Can't Go Home – 4:40 (Bon Jovi, Sambora) – tratto da Have a Nice Day
12. Lay Your Hands on Me – 3:49 (Bon Jovi, Sambora) – Radio edit, tratto da New Jersey
13. Always – 5:53 (Bon Jovi) – tratto da Cross Road
14. In These Arms – 5:19 (Bon Jovi, Sambora, David Bryan) – tratto da Keep The Faith
15. What Do You Got? – 3:47 (Bon Jovi, Sambora, Brett James) – Inedito
16. No Apologies – 3:44 (Bon Jovi, Sambora) – Inedito

Durata totale: 74:05
Bonus track per la versione giapponese
1. Tokyo Road – 5:42 (Bon Jovi, Sambora) – tratto da 7800° Fahrenheit

#### CD 2
1. Runaway – 3:51 (Bon Jovi, George Karak) – tratto da Bon Jovi
2. Someday I'll Be Saturday Night – 4:38 (Bon Jovi, Sambora, Child) – tratto da Cross Road
3. Lost Highway – 4:13 (Bon Jovi, Sambora, Shanks) – tratto da Lost Highway
4. I'll Sleep When I'm Dead – 4:41 (Bon Jovi, Sambora, Child) – tratto da Keep the Faith
5. In and Out of Love – 4:26 (Bon Jovi) – 7800° Fahrenheit
6. Keep the Faith – 5:43 (Bon Jovi, Sambora, Child) – tratto da Keep the Faith
7. When We Were Beautiful – 5:17 (Bon Jovi, Sambora, Billy Falcon) – tratto da The Circle
8. Blaze of Glory – 5:39 (Bon Jovi) – tratto da Blaze of Glory
9. This Ain't a Love Song – 5:05 (Bon Jovi, Sambora, Child) – tratto da These Days
10. These Days – 6:27 (Bon Jovi, Sambora) – tratto da These Days
11. (You Want to) Make a Memory – 4:37 (Bon Jovi, Sambora, Child) – tratto da Lost Highway
12. Blood on Blood – 6:16 (Bon Jovi, Sambora, Child) – tratto da New Jersey
13. This Is Love, This Is Life – 3:25 (Bon Jovi, Sambora, Shanks) – Inedito
14. The More Things Change – 3:53 (Bon Jovi, Sambora) – Inedito

Durata totale: 68:11

### Versione Stati Uniti e Canada
Rispetto all'edizione internazionale, la versione pubblicata nel mercato nordamericano contiene Blaze of Glory e Runaway nel CD 1, al posto di Bed of Roses e In These Arms. Inoltre il CD 2 contiene solo 12 brani anziché 14.

#### CD 1
1. Livin' on a Prayer – 4:13 (Jon Bon Jovi, Richie Sambora, Desmond Child) – tratto da Slippery When Wet
2. You Give Love a Bad Name – 3:46 (Bon Jovi, Sambora, Child) – tratto da Slippery When Wet
3. It's My Life – 3:46 (Bon Jovi, Sambora, Max Martin) – tratto da Crush
4. Have a Nice Day – 3:48 (Bon Jovi, Sambora, John Shanks) – tratto da Have a Nice Day
5. Wanted Dead or Alive – 5:11 (Bon Jovi, Sambora) – tratto da Slippery When Wet
6. Bad Medicine – 5:16 (Bon Jovi, Sambora, Child) – tratto da New Jersey
7. We Weren't Born to Follow – 4:03 (Bon Jovi, Sambora) – tratto da The Circle
8. I'll Be There for You – 5:46 (Bon Jovi, Sambora) – tratto da New Jersey
9. Born to Be My Baby – 4:40 (Bon Jovi, Sambora, Child) – tratto da New Jersey
10. Bed of Roses – 6:38 (Bon Jovi) – tratto da Keep the Faith
11. Who Says You Can't Go Home – 3:50 (Bon Jovi, Sambora) – versione country con Jennifer Nettles - tratto da Have a Nice Day
12. Lay Your Hands on Me – 3:49 (Bon Jovi, Sambora) – Radio edit, tratto da New Jersey
13. Always – 5:56 (Bon Jovi) – tratto da Cross Road
14. Runaway – 3:53 (Bon Jovi, George Karak) – tratto da Bon Jovi
15. What Do You Got? – 3:47 (Bon Jovi, Sambora, Brett James) – Inedito
16. No Apologies – 3:44 (Bon Jovi, Sambora) – Inedito

Durata totale: 72:06

#### CD 2
1. In These Arms – 5:19 (Bon Jovi, Sambora, David Bryan) – tratto da Keep the Faith
2. Someday I'll Be Saturday Night – 4:39 (Bon Jovi, Sambora, Child) – tratto da Cross Road
3. Lost Highway – 4:05 (Bon Jovi, Sambora, Shanks) – tratto da Lost Highway
4. Keep the Faith – 5:46 (Bon Jovi, Sambora, Child) – tratto da Keep the Faith
5. When We Were Beautiful – 4:10 (Bon Jovi, Sambora, Billy Falcon) – The Circle
6. Bed of Roses – 6:38 (Bon Jovi) – tratto da Keep the Faith
7. This Ain't a Love Song – 5:06 (Bon Jovi, Sambora, Child) – tratto da These Days
8. These Days – 6:27 (Bon Jovi, Sambora) – tratto da These Days
9. (You Want to) Make a Memory – 4:36 (Bon Jovi, Sambora, Child) – tratto da Lost Highway
10. Blood on Blood – 6:16 (Bon Jovi, Sambora, Child) – tratto da New Jersey
11. This Is Love, This Is Life – 3:25 (Bon Jovi, Sambora, Shanks) – Inedito
12. The More Things Change – 3:53 (Bon Jovi, Sambora) – Inedito

Durata totale: 60:20

## Successo commerciale
Negli Stati Uniti d'America l'album ha esordito al quinto posto della classifica Billboard 200, con circa 88 000 copie vendute. Il disco ha ottenuto dati di vendita simili anche in Regno Unito, dove nella prima settimana ha raggiunto le 87 000 copie, arrivando alla seconda posizione.
In Canada l'album ha invece esordito in prima posizione, con 28 000 copie vendute nei primi 7 giorni. Greatest Hits è così diventato il quarto album consecutivo della band a raggiungere la vetta delle classifiche canadesi.
L'album è arrivato subito al n. 1 anche in Australia, dove gli esemplari smerciati nella prima settimana sono stati 14.475.
Secondo le rilevazioni di Mediatraffic.de, la raccolta ha venduto 1 700 000 copie nel corso del 2010, classificandosi così al 18º posto nella classifica annuale degli album più venduti al mondo.

## Classifiche

### Posizioni massime
| Classifica (2010)          | Posizione massima |
| -------------------------- | ----------------- |
| Argentina                  | 12                |
| Australia                  | 1                 |
| Austria                    | 2                 |
| Belgio (Fiandre)           | 4                 |
| Belgio (Vallonia)          | 17                |
| Canada                     | 1                 |
| Croazia                    | 3                 |
| Danimarca                  | 5                 |
| Europa                     | 1                 |
| Finlandia                  | 6                 |
| Francia (Top Compilations) | 10                |
| Germania                   | 2                 |
| Giappone                   | 2                 |
| Grecia                     | 2                 |
| Irlanda                    | 1                 |
| Italia                     | 8                 |
| Messico                    | 2                 |
| Norvegia                   | 2                 |
| Nuova Zelanda              | 2                 |
| Paesi Bassi                | 3                 |
| Polonia                    | 34                |
| Portogallo                 | 1                 |
| Regno Unito                | 2                 |
| Repubblica Ceca            | 13                |
| Slovenia                   | 2                 |
| Spagna                     | 2                 |
| Stati Uniti                | 5                 |
| Svezia                     | 1                 |
| Svizzera                   | 3                 |
| Ungheria                   | 8                 |

### Classifiche di fine anno
| Paese (2010)                | Posizione |
| --------------------------- | --------- |
| Australia                   | 4         |
| Austria                     | 38        |
| Belgio (Fiandre)            | 59        |
| Danimarca                   | 27        |
| Finlandia (album stranieri) | 11        |
| Germania                    | 35        |
| Giappone                    | 52        |
| Messico                     | 69        |
| Nuova Zelanda               | 13        |
| Regno Unito                 | 16        |
| Spagna                      | 32        |
| Svezia                      | 34        |
| Svizzera                    | 57        |
| Ungheria                    | 33        |
| Mondo                       | 18        |
| Paese (2011)                | Posizione |
| Australia                   | 20        |
| Belgio (Fiandre)            | 41        |
| Belgio (Vallonia)           | 79        |
| Canada                      | 8         |
| Danimarca                   | 80        |
| Stati Uniti                 | 48        |
| Svizzera                    | 82        |

## Formazione
- Jon Bon Jovi: voce, chitarra acustica
- Richie Sambora: chitarra elettrica ed acustica, talkbox cori, vice
- David Bryan: tastiere, cori
- Tico Torres: batteria
- Hugh McDonald: basso, cori

## Cronologia della pubblicazione
| Paese       | Data             | Etichetta          | Formati                          |
| ----------- | ---------------- | ------------------ | -------------------------------- |
| Germania    | 29 ottobre 2010  | Universal Music    | CD, doppio CD, download digitale |
| Regno Unito | 1º novembre 2010 | Mercury Records    | CD, doppio CD, download digitale |
| Italia      | 2 novembre 2010  | Universal Music    | CD, doppio CD, download digitale |
| Giappone    | 3 novembre 2010  | Universal Music    | CD, doppio CD, download digitale |
| Australia   | 5 novembre 2010  | Def Jam Recordings | CD, doppio CD, download digitale |
| Stati Uniti | 9 novembre 2010  | Island Records     | CD, doppio CD, download digitale |
| Canada      | 9 novembre 2010  | Universal Music    | CD, doppio CD, download digitale |

## Tour promozionale
Per promuovere la raccolta, il gruppo intraprese il Live 2011, partito il 9 febbraio 2011 dal Bryce Jordan Center di University Park, e conclusosi il 31 luglio dello stesso anno al Parque de Bela Vista di Lisbona. Per quanto riguarda l'Italia, il tour fece tappa nelle seguenti date:
- 17/07/2011 - Udine - Stadio Friuli